# أدريان هاردي
أدريان هاردي (بالإنجليزية: Adrian Hardy)‏ هو لاعب كرة قدم أمريكية أمريكي، ولد في 16 أغسطس 1970 في نيو أورلينز في الولايات المتحدة.

## وصلات خارجية
- أدريان هاردي على موقع مرجع كرة القدم المحترفة.كوم (الإنجليزية)
- أدريان هاردي على موقع JustSportsStats.com (الإنجليزية)